# Campeonato Alagoano de Futebol
O Campeonato Alagoano de Futebol é a competição organizada pela Federação Alagoana de Futebol (FAF) para disputa do título estadual entre os clubes de Alagoas. Geralmente dez equipes participam da disputa e o campeão, juntamente com o vice, garantem vaga para a edição do ano seguinte da Copa do Nordeste e Copa do Brasil, além de garantir duas vagas para a edição seguinte da Série D do Campeonato Brasileiro aos dois mais bem classificados que não estejam envolvidos na disputa de alguma outra divisão nacional. A grande rivalidade do estado fica por conta de CSA (Cento Sportivo Alagoano) e CRB (Clube de Regatas Brasil), que são os maiores vencedores da competição. Além disso, o ASA (Associação Sportiva Arapiraquense) de Arapiraca aparece como principal representante do interior do estado.

## História

### 1927–1944: Primeiros anos e seus campeões
O Campeonato Alagoano teve a sua primeira edição organizada por uma instituição em 1927. Participaram dela os seguintes clubes: CRB, CSA, Barroso, Flamengo, Tiradentes, Uruguai e Vera Cruz. Os campeonatos de 1927 até 1933 foram organizados pela Coligação Esportiva de Alagoas (CEA). Já em 1934 surgiu a Federação Alagoana de Desportos (FAD). Desde 1927 até os dias de hoje, somente em quatro anos o Campeonato Alagoano não foi realizado: em 1931, 1932 e 1934, o torneio foi suspenso devido à coincidência de datas com o Campeonato Brasileiro de Seleções Estaduais. Já em 1943, embora o campeonato tenha sido iniciado, ele não chegou a ser concluído.
O CRB tornou-se o primeiro clube a ser campeão em Alagoas ao conquistar o Campeonato Alagoano de 1927. Já o CSA, seu arquirrival, foi o primeiro a conquistar um bicampeonato (1928–1929). A edição de 1930 foi vencida pelo CRB, que depois só voltaria a comemorar um título em 1937, enquanto seu rival CSA ficou com as taças nas edições de 1933, 1935 e 1936. Após isso, o CRB ascenderia novamente, tornando-se o primeiro clube a ser tricampeão e tetracampeão alagoano (1937–1940). CRB e CSA dominaram as primeiras 14 edições do campeonato com leve vantagem para os marujos, sendo oito conquistas do time azulino e seis para a equipe regatiana.
Em 1939, ocorreu o duelo entre CRB e CSA e a partida que ficou conhecida como o “Jogo da Sofia”. Essa foi a maior goleada do confronto até os dias de hoje, o qual o CRB goleou seu rival por 6–0.

### 1945–1954: Campeões distintos
O primeiro clube diferente a ser campeão no estado foi o Santa Cruz, em 1945, conquista essa que deu início a um período no qual apenas outras equipes conquistaram o Estadual. O Barroso foi o campeão de 1946, com o CRB ficando com o vice. O Alexandria venceu em 1947, e o próprio Barroso ficou em segundo lugar. Em 1948, o Santa Cruz venceu seu segundo título, com o CRB sendo vice-campeão novamente.
Mais tarde, na década de 1950, o Ferroviário marcou um período como um dos times mais fortes do futebol de Alagoas. O clube alcançou a final em seis anos consecutivos, sendo campeão alagoano em 1953 (juntamente com o ASA) e em 1954, superando o 29 de Setembro na decisão. Além disso, o clube ficou com o segundo lugar do Campeonato Alagoano em quatro oportunidades: em 1951, sendo vice para o CRB, e em 1952, 1955 e 1956, sendo vice para o CSA.
Neste mesmo período, o ASA de Arapiraca ganhou seu primeiro título em 1953, tornando-se também o primeiro time do interior a conquistar o campeonato. O ASA voltou a brigar pelo título estadual em 1957, porém foi superado pelo CSA e terminou na segunda colocação, em um campeonato disputado no sistema de pontos corridos.
Apesar dos anos vitoriosos, Santa Cruz, Barroso e Alexandria encerraram as atividades cedo. O Santa Cruz foi extinto em em 1949, enquanto o Barroso em 1951 e o Alexandria em 1954.
A maior goleada já registrada no Campeonato Alagoano aconteceu na edição de 1945. Num duelo entre CSA e Esporte Clube Maceió, o Azulão aplicou incríveis 22–0.

### 1955–1968: Profissionalização do futebol alagoano
Até 1954, todos os clubes em Alagoas eram exclusivamente amadores. A partir de 1955, teve inicio a profissionalização do futebol no estado, o campeonato da capital adotou um sistema misto de disputa, utilizando atletas profissionais e amadores. Em 1966, o campeonato passou a ser disputado inteiramente por jogadores profissionais, dando inicio a era moderna no futebol alagoano.
Neste período, o CSA obteve seus primeiros tetracampeonatos, conquistados entre 1955 e 1958 e 1965 e 1968. Durante esses anos, o CSA aumentou a vantagem de títulos que tinha sobre os rivais, ganhando 10 títulos em 14 disputados. Em 1968, alcançou seu 20.º título alagoano. O CRB conquistou o campeonato em 1961 e 1964 chegando em seu 10.º campeonato estadual.
O Capelense, time do interior de Alagoas, se consagrou campeão alagoano nas edições de 1959 e 1962, tornando-se o primeiro time do interior a ser bicampeão estadual.

### 1968–1987: Duelos acirrados entre CRB e CSA
O CRB obteve um recorde histórico, que até os dias de hoje não foi superado, de 20 anos consecutivos terminando o campeonato como campeão ou vice-campeão alagoano. Durante esse período, o Regatas conquistou novamente o tetracampeonato, algo que não ocorria desde 1940, vencendo de forma consecutiva entre 1976 e 1979. No total, somou 11 títulos estaduais e acumulou nove vice-campeonatos. Apesar da marca do CRB, ele não conseguiu diminuir significativamente a vantagem que o CSA obtivera em conquistas de Campeonatos Alagoanos, visto que das nove vezes que o CRB foi vice o CSA se consagrou o grande campeão e somou nove títulos.
A edição do Campeonato Alagoano de 1970 foi marcada pela inauguração do Estádio Rei Pelé (Trapichão). O CRB foi o campeão desta edição, se tornando o primeiro clube a comemorar um titulo no estádio.
Os maiores ídolos do CRB, CSA e ASA jogaram por seus clubes nas décadas de 1970 e 1980. Pelo lado alvirrubro, o atacante Joãozinho Paulista, o ponta-esquerda Silva Cão, e o volante Roberto Menezes se destacaram; pela equipe azulina, o atacante Jacozinho foi o maior destaque; no lado do Fantasma, o atacante Freitas.
Roberto Menezes foi duas vezes bicampeão alagoano pelo CRB em 1969–70 e 1972–73; Silva jogou tanto pelo CSA quanto pelo CRB sendo o maior artilheiro dos clássicos com 38 gols marcados, foi campeão pelo CSA em 1971, depois pelo CRB foi bicampeão em 1972–73 e tetracampeão em 1976–79, sendo artilheiro em três edições (68, 72, 77); Joãozinho Paulista é o maior artilheiro da história do futebol alagoano com a marca de 153 gols com a camisa do CRB, foi campeão em 1976 e 1979, foi artilheiro por três vezes (1976, 1982 e 1984). Jacozinho, atacante do CSA, que ficou nacionalmente conhecido após roubar as atenções num jogo comemorativo no Maracanã, que marcava o retorno de Zico ao Campeonato Brasileiro. Na ocasião, Jacozinho marcou um gol e teve a oportunidade de jogar ao lado de Diego Maradona. Pelo CSA, foi bicampeão alagoano em 1981–82 e novamente em 1984–85. Freitas Nascimento foi artilheiro do campeonato alagoano nas edições de 1980 e 1983, tornando-se o maior artilheiro da história do ASA, com 158 gols.

### 1988–1999: CSA no topo
Na década de 1990, o CSA manteve uma sequência de dez anos consecutivos entre as primeiras colocações do estadual (1993–2002), conquistando cinco títulos e ficando com cinco vice-campeonatos. Em 1999, o CSA alcançou seu 36.º título estadual, ao ser mais uma vez tetracampeão (1996–1999). Foram oito títulos neste período de 12 anos, enquanto o CRB somou apenas três títulos no mesmo período (1992, 1993 e 1995) ganhando seu 24° título em 1995. A hegemonia da capital foi quebrada, novamente, por conta do Capelense que foi campeão em 1989.
Após 57 anos, em 1991, foi implantada a Federação Alagoana de Futebol (FAF), que teve Waldemar Correia como primeiro presidente. Nesse mesmo ano, o Capelense, tricampeão alagoano, após desistir de participar do Campeonato Alagoano, passou 14 anos sem participar de competições oficiais. Somente em 2005 voltou a disputar a segunda divisão do Campeonato Alagoano, e em 2008 foi campeão da segundona. Voltou a participar a elite da competição em 2009, mas no mesmo ano foi rebaixado e não retornou a disputar o Alagoano desde então.

### 2000–2011: Futebol do interior em alta
Os anos 2000 ficaram marcados pelo crescimento do futebol do interior, com amplo domínio do ASA e uma ascensão meteórica do Coruripe. O ASA foi bicampeão alagoano (2000 e 2001) em cima do CSA, e no ano seguinte foi campeão em cima do CRB. Neste período que não foi bom para ambos os times da capital, o CSA foi vice-campeão em 2000, 2001 e 2002. O pior viria depois: em 2003 amargou seu primeiro rebaixamento para a segunda divisão do Campeonato Alagoano. O time entrou em campo num domingo, no Rei Pelé, precisando derrotar o rival CRB, e dependia também do Murici não ganhar do CSE. Nenhum resultado foi favorável, e a fragilidade da equipe fez com que o CRB ganhasse a partida. O CSA só conseguiria retornar à elite em 2006.
O Coruripe, fundado em 2003, foi campeão da Segunda Divisão no mesmo ano e logo no ano seguinte, em 2004, como estreante na Primeira Divisão, surpreendeu a todos e alcançou a final, mas foi derrotado pelo Corinthians Alagoano. Em 2005, o Hulk, como é apelidado, voltou a disputar final e foi novamente derrotado. Esta foi a primeira final de campeonato disputada entre dois times do interior, com o ASA se consagrando campeão em cima do Coruripe. Após dois vice-campeonatos consecutivos, o clube enfim chegou ao título no ano de 2006, superando o CSA na decisão por pênaltis. Em 2007, o Coruripe superou o Corinthians na final e levou o título estadual pelo segundo ano seguido. Depois de quatro anos seguidos na final, o time só retornaria à decisão em 2011.
Em 2008 não deu para o ASA, que foi superado pelo CSA e foi vice pela primeira vez. Este foi o 37.º título alagoano do Azulão. A experiência não duraria muito, já que no ano seguinte, em 2009, o time voltou a levantar a taça, dessa vez conseguindo uma vitória sobre Corinthians Alagoano. Esse ano também marcou o segundo rebaixamento do CSA, novamente contra o CRB. O Azulão entrou em campo precisando vencer para não cair, mas não conteve seu maior rival e perdeu a partida, tendo que amargar o rebaixamento pela segunda vez em sua história.
No ano de 2010 houve outro duelo na final com clubes do interior, dessa vez entre ASA e Murici, e o Verdão foi campeão alagoano pela primeira vez. Em 2011, o ASA voltou a vencer o Alagoano e chegou ao seu 7.º título, conseguindo seis troféus em 12 anos.

### 2012–presente: CRB no topo
O ano de 2012 marcou o retorno do clube regatiano à decisão após nove anos de ausência nas finais. A última vez havia sido em 2003, quando perdeu para o ASA, já o último título já completara 10 anos: em 2002, o Galo havia conquistado seu 25° Campeonato Alagoano com uma vitória de 2–0 sobre o CSA. O tabu que demorou 10 longos anos teve fim justamente quando o CRB celebrava seus 100 anos de existência. Além de ser campeão no ano de 2012, o clube ainda pôs fim a outro tabu: Ao derrotar o ASA na final por 2–1, o clube voltou a derrotar o rival após cinco anos, conquistando o 26° título alagoano.
No ano seguinte, em 2013, era a vez do CSA comemorar seu centenário. CRB e CSA voltaram a decidir o campeonato após 11 anos, mas apesar do entusiasmo do time azulino, foi o CRB ficou com o título após vitória nos pênaltis. E após o título se autodenominou o “campeão dos centenários”.
Em 2014, o CRB perdeu a final para o Coruripe. Após esse vice-campeonato, derrotou o mesmo Coruripe na final de 2015 e depois superou o CSA nas finais de 2016 e 2017, conquistando assim um tricampeonato estadual, que poderia ter sido um hexa caso houvesse levado a melhor na decisão em 2014.
Em 2018, o Galo sonhava com o tetra, mas viu o título escapar das mãos depois de vencer o primeiro jogo da final por 1–0 e perder por 2–0 na volta para o CSA. O clube azulino ainda levaria a melhor sobre o rival nas finais de 2019 e 2021, ambas nos pênaltis. O título de 2020 ficou com o CRB, após dois vices para o rival, com o Galo vencendo a decisão por 1–0. Foram seis finais seguidas entre CRB e CSA entre os anos de 2016 e 2021, com três títulos para cada.
Em 2022, o ASA retorna para a final após 10 anos de ausência, mas perde o título com duas derrotas para o CRB por 2–1 no Rei Pelé e 2x0 no Fumeirão. Em 2023, 2024 e 2025 o cenário se repete e o campeonato alagoano é pela quarta vez consecutiva decida entre CRB e ASA. O Regatas leva a melhor e conquista o tetracampeonato alagoano (2022–2025). A final do Campeonato Alagoano de 2025, entre CRB e ASA, se tornou um combate épico. No ano do centenário da cidade de Arapiraca, o ASA vinha com ótima campanha pra final, com a melhor defesa da competição, apenas dois gols sofridos. O primeiro jogo no Fumeirão, a partida acabou 2–2, o ASA abriu vantagem de 2–0, mas a vitória escorregou entre as mãos, o Galo empatou com uma reação impressionante. O segundo jogo iria pegar fogo, com tudo em aberto, o ASA quem abriu o placar, mas com dois gols nos acréscimos, o primeiro as 45+10’ e o segundo aos 45+16’, o Galo da Pajuçara virou o jogo e levou o estádio ao delírio. Com uma final recheado de emoções, polêmicas e superação, o CRB conseguiu mais um tetracampeonato, após 46 anos desde do último em 1979.

## Copa Alagoas
Entre os anos de 2005 a 2007 o segundo turno do campeonato alagoano era denominado de "Copa Alagoas".
Nos anos de 2014 e 2015, a Copa Alagoas assumiu o papel de primeira fase do Campeonato Alagoano. A segunda fase, por sua vez, foi chamada de Copa Maceió, e era nela que o título do Campeonato Alagoano de fato era decidido. A Copa Alagoas, nesse período, garantia ao seu campeão apenas uma vaga na Copa do Brasil. Após 2015, a Copa Alagoas só voltou a ser disputada em 2020.
Desde 2020 até hoje, a Copa Alagoas é um torneio independente do Campeonato Alagoano. Seu campeão ganha acesso à Série D do Campeonato Brasileiro e o direito de disputar uma das três vagas de Alagoas na Copa do Brasil do ano seguinte contra o terceiro colocado do Campeonato Alagoano.
Historicamente, CRB e CSA costumam entrar na disputa da Copa Alagoas com seus times Sub-23, já que geralmente não necessitam da vaga na Série D. No entanto, o CSA, após performances insatisfatórias no Campeonato Alagoano, tem participado da Copa Alagoas com seu time principal, buscando assegurar a vaga da Copa do Brasil.

## Campeonato Alagoano na TV
De 2008 a 2014, o Campeonato Alagoano ganhou uma nova dimensão com a transmissão pela TV Pajuçara, afiliada da Rede Record.
O ano de 2008 marcou um ponto de virada histórico para o futebol alagoano. Com as transmissões ao vivo para todo o estado, o campeonato conseguiu atrair maior visibilidade, novos patrocínios, ampla exposição na mídia, crescimento no número de torcedores e, consequentemente, melhores públicos nos estádios. Essa era trouxe um novo fôlego e profissionalismo para o esporte local.
No dia 19 de dezembro de 2014, depois de sete anos de parceria, a Federação Alagoana de Futebol quebrou o acordo feito com o (PSCOM), que permitiria a exibição do campeonato até 2015, como informou a própria TV Pajuçara através de nota no portal TNH1 leia a Nota Oficial. A quebra do acordo sem qualquer aviso prévio, pegou todos de surpresa, já que a TV Pajuçara havia informado que transmitiria o Campeonato Alagoano 2015. No mesmo dia, o portal de notícias da Organização Arnon de Mello (GazetaWeb) informou que a TV Gazeta afiliada â TV Globo, passaria a exibir a competição com exclusividade em TV aberta, a partir do dia 28 de janeiro, quando começa a edição do Campeonato Alagoano 2015. O contrato foi oficialmente assinado no dia 5 de janeiro, pelo diretor executivo da TV Gazeta e pela Organização Arnon de Mello. Os jogos foram transmitidos ao vivo, sempre nas noites de quartas, às 21h50, e tardes de domingo, às 15h45, seguindo o horário de exibição do futebol pela TV Globo. Durante a vigência do horário de verão brasileiro, as transmissões de quarta-feira iniciaram uma hora mais cedo — às nove da noite (21h), devido a alteração na programação da rede por causa do fuso horário, que ao invés de atrasar, adiantou a programação da TV Globo em 1h.
Entre 2014 e 2018, os canais EI Maxx e EI Maxx 2 transmitiram pela TV paga o Campeonato Alagoano para todo o país.
De 2015 até 2019, o torneio foi exibido pela TV Gazeta. Já no ano ano seguinte, os direitos foram repassados para a sua coirmã, a TV Mar, que cobriu apenas aquela temporada (2020).
De 2020 até 2024, a transmissão na TV aberta ficou por conta da Band. No YouTube, pela FAFTV nas edições de 2020, 2023 e 2024.
O DAZN, que funciona por assinatura, transmitiu as edições de 2022 (antiga Eleven Sports) e 2023. O canal Nosso Futebol, que funciona no formato Pay-Per-View na TV fechada transmitiu nos anos de 2023 e 2024.
Em 2025, a FAF assinou com a TV Pajuçara e com a NN Play para transmissão exclusiva da temporada.

## Campeões
| Edição                      | Ano           | Campeão                 | Final                    | Vice-campeão       | Terceiro colocado | Quarto colocado    | Part. |
| --------------------------- | ------------- | ----------------------- | ------------------------ | ------------------ | ----------------- | ------------------ | ----- |
| 1ª                          | 1927 Detalhes | CRB (1)                 | Pontos                   | CSA                | Vera Cruz         | Tiradentes         | 7     |
| 2ª                          | 1928 Detalhes | CSA (1)                 | ?                        | CRB                | Desconhecido      | Desconhecido       | 8     |
| 3ª                          | 1929 Detalhes | CSA (2)                 | ?                        | Vera Cruz          | Desconhecido      | Desconhecido       | 7     |
| 4ª                          | 1930 Detalhes | CRB (2)                 | ?                        | CSA                | Desconhecido      | Desconhecido       | 7     |
| (1931 e 1932) Não disputado |               |                         |                          |                    |                   |                    |       |
| 5ª                          | 1933 Detalhes | CSA (3)                 | Pontos                   | Nordeste           | Vasco da Gama     | Barroso            | 6     |
| (1934) Não disputado        |               |                         |                          |                    |                   |                    |       |
| 6ª                          | 1935 Detalhes | CSA (4)                 | ?                        | Associação Militar | Desconhecido      | Desconhecido       | 6     |
| 7ª                          | 1936 Detalhes | CSA (5)                 | Pontos                   | Nordeste           | Vasco da Gama     | CRB                | 7     |
| 8ª                          | 1937 Detalhes | CRB (3)                 | ?                        | Nordeste           | Desconhecido      | Desconhecido       | 8     |
| 9ª                          | 1938 Detalhes | CRB (4)                 | Pontos                   | CSA                | Nordeste          | Vasco da Gama      | 6     |
| 10ª                         | 1939 Detalhes | CRB (5)                 | ?                        | CSA                | Desconhecido      | Desconhecido       | 6     |
| 11ª                         | 1940 Detalhes | CRB (6)                 | 1 – 2 2 – 1 3 – 2        | CSA                | Nordeste          | Vasco da Gama      | 6     |
| 12ª                         | 1941 Detalhes | CSA (6)                 | ?                        | CRB                | Desconhecido      | Desconhecido       | ?     |
| 13ª                         | 1942 Detalhes | CSA (7)                 | Pontos                   | CRB                | Santa Cruz        | Barroso            | 4     |
| (1943) Não disputado        |               |                         |                          |                    |                   |                    |       |
| 14ª                         | 1944 Detalhes | CSA (8)                 | Pontos                   | Santa Cruz         | CRB               | Comércio           | 9     |
| 15ª                         | 1945 Detalhes | Santa Cruz (1)          | Pontos                   | América            | CSA               | CRB                | 10    |
| 16ª                         | 1946 Detalhes | Barroso (1)             | Pontos                   | CRB                | América           | Santa Cruz         | 8     |
| 17ª                         | 1947 Detalhes | Alexandria (1)          | 3 – 1 7 – 1 1 – 1        | Barroso            | CRB               | CSA                | 8     |
| 18ª                         | 1948 Detalhes | Santa Cruz (2)          | Pontos                   | CRB                | Barroso           | CSA                | 6     |
| 19ª                         | 1949 Detalhes | CSA (9)                 | Pontos                   | CRB                | América           | Barroso            | 5     |
| 20ª                         | 1950 Detalhes | CRB (7)                 | 2 – 1 1 – 1              | CSA                | Barroso           | Comércio           | 7     |
| 21ª                         | 1951 Detalhes | CRB (8)                 | 5 – 2 2 – 0              | Auto Esporte       | CSA               | Alexandria         | 8     |
| 22ª                         | 1952 Detalhes | CSA (10)                | Não houve                | Ferroviário        | Auto Esporte      | Alexandria         | 6     |
| 23ª                         | 1953 Detalhes | ASA (1) Ferroviário (1) | Não houve                | Não houve          | Auto Esporte      | CSA                | 10    |
| 24ª                         | 1954 Detalhes | Ferroviário (2)         | 5 – 1 1 – 2              | 29 de Setembro     | CRB               | Alagoas            | 8     |
| 25ª                         | 1955 Detalhes | CSA (11)                | Não houve                | Ferroviário        | Auto Esporte      | CRB                | 7     |
| 26ª                         | 1956 Detalhes | CSA (12)                | 1 – 0 2 – 1              | Ferroviário        | CRB               | Arsenal            | 7     |
| 27ª                         | 1957 Detalhes | CSA (13)                | Pontos                   | ASA                | Ferroviário       | Auto Esporte       | 5     |
| 28ª                         | 1958 Detalhes | CSA (14)                | Não houve                | CRB                | Ferroviário       | Auto Esporte       | 4     |
| 29ª                         | 1959 Detalhes | Capelense (1)           | 4 – 1 2 – 1              | CRB                | Ouricuri          | CSA                | 5     |
| 30ª                         | 1960 Detalhes | CSA (15)                | Pontos                   | Capelense          | CRB               | Ouricuri           | 6     |
| 31ª                         | 1961 Detalhes | CRB (9)                 | Pontos                   | Capelense          | CSA               | Estivadores        | 5     |
| 32ª                         | 1962 Detalhes | Capelense (2)           | Pontos                   | Estivadores        | CRB               | Ferroviário        | 10    |
| 33ª                         | 1963 Detalhes | CSA (16)                | 3 – 2 0 – 0 4 – 2        | CRB                | Estivadores       | Capelense          | 9     |
| 34ª                         | 1964 Detalhes | CRB (10)                | Pontos                   | CSA                | Estivadores       | Capelense          | 7     |
| 35ª                         | 1965 Detalhes | CSA (17)                | Pontos                   | Capelense          | CRB               | ASA                | 7     |
| 36ª                         | 1966 Detalhes | CSA (18)                | Pontos                   | Penedense          | CRB               | Capelense          | 8     |
| 37ª                         | 1967 Detalhes | CSA (19)                | Pontos                   | ASA                | CSE               | CRB                | 9     |
| 38ª                         | 1968 Detalhes | CSA (20)                | Pontos                   | CRB                | ASA               | Capelense          | 8     |
| 39ª                         | 1969 Detalhes | CRB (11)                | Pontos                   | CSA                | ASA               | Penedense          | 7     |
| 40ª                         | 1970 Detalhes | CRB (12)                | Pontos                   | ASA                | CSA               | CSE                | 8     |
| 41ª                         | 1971 Detalhes | CSA (21)                | 0 – 0 1 – 0 3 – 2        | CRB                | São Domingos      | Penedense          | 8     |
| 42ª                         | 1972 Detalhes | CRB (13)                | 2 – 1                    | CSA                | São Domingos      | ASA                | 9     |
| 43ª                         | 1973 Detalhes | CRB (14)                | Pontos                   | CSA                | São Domingos      | Ferroviário        | 8     |
| 44ª                         | 1974 Detalhes | CSA (22)                | 0 – 0                    | CRB                | Ferroviário       | ASA                | 11    |
| 45ª                         | 1975 Detalhes | CSA (23)                | Não houve                | CRB                | Penedense         | Ferroviário        | 10    |
| 46ª                         | 1976 Detalhes | CRB (15)                | 2 – 1                    | CSA                | Ferroviário       | Canavieiro         | 11    |
| 47ª                         | 1977 Detalhes | CRB (16)                | 2 – 1                    | CSE                | Ferroviário       | São Domingos       | 8     |
| 48ª                         | 1978 Detalhes | CRB (17)                | 0 – 0 (Jogo extra)       | CSA                | ASA               | Ferroviário        | 9     |
| 49ª                         | 1979 Detalhes | CRB (18)                | Pontos                   | ASA                | CSE               | CSA                | 9     |
| 50ª                         | 1980 Detalhes | CSA (24)                | Pontos                   | CRB                | ASA               | CSE                | 8     |
| 51ª                         | 1981 Detalhes | CSA (25)                | Pontos                   | CRB                | ASA               | Penedense          | 8     |
| 52ª                         | 1982 Detalhes | CSA (26)                | Pontos                   | CRB                | Penedense         | ASA                | 8     |
| 53ª                         | 1983 Detalhes | CRB (19)                | Pontos                   | CSA                | ASA               | CSE                | 9     |
| 54ª                         | 1984 Detalhes | CSA (27)                | Pontos                   | CRB                | ASA               | Capelense          | 8     |
| 55ª                         | 1985 Detalhes | CSA (28)                | Pontos                   | CRB                | Capelense         | ASA                | 8     |
| 56ª                         | 1986 Detalhes | CRB (20)                | Pontos                   | CSA                | CSE               | ASA                | 8     |
| 57ª                         | 1987 Detalhes | CRB (21)                | 0 – 0 1 – 0 1 – 1        | CSE                | CSA               | ASA                | 10    |
| 58ª                         | 1988 Detalhes | CSA (29)                | Pontos                   | São Domingos       | ASA               | CSE                | 10    |
| 59ª                         | 1989 Detalhes | Capelense (3)           | Não houve                | CSA                | Penedense         | ASA                | 9     |
| 60ª                         | 1990 Detalhes | CSA (30)                | Pontos                   | Comercial          | CSE               | Cruzeiro           | 10    |
| 61ª                         | 1991 Detalhes | CSA (31)                | Pontos                   | ASA                | CSE               | Comercial          | 9     |
| 62ª                         | 1992 Detalhes | CRB (22)                | Pontos                   | Ipanema            | CSA               | Capela             | 10    |
| 63ª                         | 1993 Detalhes | CRB (23)                | 3 – 1                    | CSA                | Ipanema           | CSE                | 10    |
| 64ª                         | 1994 Detalhes | CSA (32)                | Pontos                   | CRB                | Cruzeiro          | CSE                | 10    |
| 65ª                         | 1995 Detalhes | CRB (24)                | 1 – 1 2 – 1 3 – 2        | CSA                | Capelense         | Sete de Setembro   | 10    |
| 66ª                         | 1996 Detalhes | CSA (33)                | 1 – 0 2 – 0              | CRB                | Miguelense        | ASA                | 12    |
| 67ª                         | 1997 Detalhes | CSA (34)                | 2 – 1 2 – 2 1 – 0        | CRB                | Miguelense        | ASA                | 10    |
| 68ª                         | 1998 Detalhes | CSA (35)                | 2 – 0 2 – 2              | CRB                | Corinthians       | Capela             | 12    |
| 69ª                         | 1999 Detalhes | CSA (36)                | 1 – 1 5 – 1 0 – 0        | Miguelense         | CRB               | Corinthians        | 12    |
| 70ª                         | 2000 Detalhes | ASA (2)                 | 1 – 3 2 – 1 1 – 0        | CSA                | Corinthians       | Penedense          | 9     |
| 71ª                         | 2001 Detalhes | ASA (3)                 | 1 – 1 2 – 1              | CSA                | Penedense         | Corinthians        | 8     |
| 72ª                         | 2002          | CRB (25)                | Pontos                   | CSA                | Murici            | Corinthians        | 8     |
| 73ª                         | 2003          | ASA (4)                 | 4 – 1 1 – 2              | CRB                | Corinthians       | Bom Jesus          | 8     |
| 74ª                         | 2004 Detalhes | Corinthians (1)         | 2 – 3 2 – 0              | Coruripe           | CRB               | ASA                | 8     |
| 75ª                         | 2005 Detalhes | ASA (5)                 | Não houve                | Coruripe           | CRB               | Penedense          | 9     |
| 76ª                         | 2006 Detalhes | Coruripe (1)            | 1 – 0 0 – 1 (6 – 5 pen.) | CSA                | Corinthians       | Murici             | 10    |
| 77ª                         | 2007 Detalhes | Coruripe (2)            | Não houve                | Corinthians        | ASA               | CRB                | 10    |
| 78ª                         | 2008          | CSA (37)                | 2 – 1 2 – 2              | ASA                | Corinthians       | CRB                | 10    |
| 79ª                         | 2009          | ASA (6)                 | Não houve                | Corinthians        | CRB               | Murici             | 10    |
| 80ª                         | 2010          | Murici (1)              | 2 – 0 2 – 1              | ASA                | Coruripe          | Corinthians        | 10    |
| 81ª                         | 2011          | ASA (7)                 | 6 – 2 4 – 3              | Coruripe           | Murici            | Corinthians        | 10    |
| 82ª                         | 2012 Detalhes | CRB (26)                | 2 – 1 0 – 0              | ASA                | Corinthians       | CSA                | 10    |
| 83ª                         | 2013          | CRB (27)                | 4 – 2 0 – 1 (4 – 3 pen.) | CSA                | ASA               | CEO                | 10    |
| 84ª                         | 2014          | Coruripe (3)            | 2 – 1 0 – 0              | CRB                | ASA               | Murici             | 10    |
| 85ª                         | 2015 Detalhes | CRB (28)                | 1 – 1 2 – 0              | Coruripe           | ASA               | CSA                | 10    |
| 86ª                         | 2016 Detalhes | CRB (29)                | 2 – 0 1 – 0              | CSA                | Murici            | Coruripe           | 10    |
| 87ª                         | 2017 Detalhes | CRB (30)                | 1 – 0 3 – 2              | CSA                | ASA               | Murici             | 10    |
| 88ª                         | 2018 Detalhes | CSA (38)                | 0 – 1 2 – 0              | CRB                | ASA               | Coruripe           | 9     |
| 89ª                         | 2019 Detalhes | CSA (39)                | 1 – 0 0 – 1 (4 – 2 pen.) | CRB                | Coruripe          | Jacyobá            | 8     |
| 90ª                         | 2020 Detalhes | CRB (31)                | 1 – 0                    | CSA                | Murici            | ASA                | 8     |
| 91ª                         | 2021 Detalhes | CSA (40)                | 0 – 0 1 – 1 (4 – 3 pen.) | CRB                | CSE               | Desportiva Aliança | 9     |
| 92ª                         | 2022 Detalhes | CRB (32)                | 2 – 1 2 – 0              | ASA                | CSA               | Murici             | 8     |
| 93ª                         | 2023 Detalhes | CRB (33)                | 2 – 0 1 – 0              | ASA                | Murici            | Coruripe           | 8     |
| 94ª                         | 2024 Detalhes | CRB (34)                | 1 – 0 3 – 1              | ASA                | CSE               | Murici             | 8     |
| 95ª                         | 2025 Detalhes | CRB (35)                | 2 – 2 2 – 1              | ASA                | CSA               | Penedense          | 8     |

## Títulos

### Títulos por clube
Lista dos campeões:
| Clube                                  | Campeão | Anos do títulos | Vice | Anos dos vices |
| -------------------------------------- | ------- | --- | ---- | --- |
| CSA (Maceió)                           | 40      | 1928, 1929, 1933, 1935, 1936, 1941, 1942, 1944, 1949, 1952, 1955, 1956, 1957, 1958, 1960, 1963, 1965, 1966, 1967, 1968, 1971, 1974, 1975, 1980, 1981, 1982, 1984, 1985, 1988, 1990, 1991, 1994, 1996, 1997, 1998, 1999, 2008, 2018, 2019 e 2021 | 25   | 1927, 1930, 1938, 1939, 1940, 1950, 1964, 1969, 1972, 1973, 1976, 1978, 1983, 1986, 1989, 1993, 1995, 2000, 2001, 2002, 2006, 2013, 2016, 2017 e 2020                   |
| CRB (Maceió)                           | 35      | 1927, 1930, 1937, 1938, 1939, 1940, 1950, 1951, 1961, 1964, 1969, 1970, 1972, 1973, 1976, 1977, 1978, 1979, 1983, 1986, 1987, 1992, 1993, 1995, 2002, 2012, 2013, 2015, 2016, 2017, 2020, 2022, 2023, 2024 e 2025                               | 28   | 1928, 1941, 1942, 1944, 1946, 1948, 1949, 1958, 1959, 1963, 1968, 1971, 1974, 1975, 1980, 1981, 1982, 1984, 1985, 1994, 1996, 1997, 1998, 2003, 2014, 2018, 2019 e 2021 |
| ASA (Arapiraca)                        | 7       | 1953, 2000, 2001, 2003, 2005, 2009 e 2011 | 12   | 1957, 1967, 1970, 1979, 1991, 2008, 2010, 2012, 2022, 2023, 2024 e 2025                                                                                                 |
| Coruripe (Coruripe)                    | 3       | 2006, 2007 e 2014 | 4    | 2004, 2005, 2011 e 2015 |
| Capelense (Capela)                     | 3       | 1959, 1962 e 1989 | 3    | 1960, 1961 e 1965 |
| Ferroviário-AL (Maceió)                | 2       | 1953, 1954 | 4    | 1951, 1952, 1955 e 1956 |
| Santa Cruz-AL (Maceió)                 | 2       | 1945 e 1948 | 0    | |
| Corinthians-AL (Maceió)                | 1       | 2004 | 2    | 2007 e 2009 |
| Barroso (Maceió)                       | 1       | 1946 | 1    | 1947 |
| Alexandria (Maceió)                    | 1       | 1947 | 0    | |
| Murici (Murici)                        | 1       | 2010 | 0    | |
| Nordeste (Maceió)                      | 0       | | 3    | 1933, 1936 e 1937 |
| CSE (Palmeira dos Índios)              | 0       | | 2    | 1977 e 1987 |
| Vera Cruz (Maceió)                     | 0       | | 1    | 1929 |
| Associação Militar (Maceió)            | 0       | | 1    | 1935 |
| América-AL (Maceió)                    | 0       | | 1    | 1945 |
| 29 de Setembro (São Miguel dos Campos) | 0       | | 1    | 1954 |
| Estivadores (Maceió)                   | 0       | | 1    | 1962 |
| Penedense (Penedo)                     | 0       | | 1    | 1966 |
| São Domingos (Maceió)                  | 0       | | 1    | 1988 |
| Comercial-AL (Viçosa)                  | 0       | | 1    | 1990 |
| Ipanema (Santana do Ipanema)           | 0       | | 1    | 1992 |
| Miguelense (São Miguel dos Campos)     | 0       | | 1    | 1999 |

Obs.: Em 1920 houve um campeonato organizado pela Liga Alagoana dos Desportos (LAD) o qual o CRB foi o campeão. Em 2020 o CRB tomou conhecimento e confirmou a busca pelo reconhecimento da competição como campeonato estadual. A competição não é reconhecida oficialmente.
Obs.: O Torneio Centenário realizado em 1922 não é oficializado pela federação local como campeonato estadual. O Santa Cruz Football Club (Penedo) sagrou-se campeão do mesmo. Agremiação Sportiva Arapiraquense - ASA anteriormente era chamada de Associação Sportiva Arapiraquense.

### Títulos por cidade
| Campeão               | Títulos | Vice    |
| --------------------- | ------- | ------- |
| Maceió                | 80 (7)  | 68 (10) |
| Arapiraca             | 7 (1)   | 11 (1)  |
| Coruripe              | 3 (1)   | 4 (1)   |
| Capela                | 3 (1)   | 2 (1)   |
| Murici                | 1 (1)   | 0       |
| Palmeira dos Índios   | 0       | 2 (1)   |
| São Miguel dos Campos | 0       | 2 (2)   |
| Penedo                | 0       | 1 (1)   |
| Santana do Ipanema    | 0       | 1 (1)   |
| Viçosa                | 0       | 1 (1)   |

### Campeões consecutivos

#### Tetracampeonatos
- CSA: 3 vezes (1955-56-57-58, 1965-66-67-68, 1996-97-98-99)
- CRB: 3 vezes (1937-38-39-40, 1976-77-78-79, 2022-23-24-25)

#### Tricampeonatos
- CRB: 1 vez (2015-16-17)
- CSA: 1 vez (1980-81-82)

#### Bicampeonatos
- CSA: 7 vezes (1928-29, 1935-36, 1941-42, 1974-75, 1984-85, 1990-91, 2018-19)
- CRB: 6 vezes (1950-51, 1969-70, 1972-73, 1986-87, 1992-93, 2012-13)
- ASA: 1 vez (2000-01)
- Coruripe: 1 vez (2006-07)

## Artilheiros
| Artilheiros do Campeonato Alagoano de Futebol | Artilheiros do Campeonato Alagoano de Futebol | Artilheiros do Campeonato Alagoano de Futebol | Artilheiros do Campeonato Alagoano de Futebol |
| --------------------------------------------- | --------------------------------------------- | --------------------------------------------- | --------------------------------------------- |

| Ano       | Artilheiro         | Clube                              | Gols      |
| --------- | ------------------ | ---------------------------------- | --------- |
| 1927      |                    |                                    |           |
| 1928      |                    |                                    |           |
| 1929      |                    |                                    |           |
| 1930      | Bráulio            | CSA (Maceió)                       | 8         |
| 1930      | Anizio             | CSA (Maceió)                       | 8         |
| 1931-1932 | Não houve          | Não houve                          | Não houve |
| 1933      |                    |                                    |           |
| 1934      | Não houve          | Não houve                          | Não houve |
| 1935      | Celso              | CSA (Maceió)                       | 6         |
| 1936      | Murilo             | CSA (Maceió)                       | 10        |
| 1937      | Anizio             | CSA (Maceió)                       | 9         |
| 1938      | Arlindo            | CRB (Maceió)                       | 10        |
| 1939      | Arlindo            | CRB (Maceió)                       | 14        |
| 1940      | Paraibano          | CRB (Maceió)                       | 18        |
| 1941      | Pedrinho           | CSA (Maceió)                       | 11        |
| 1942      | Arnaldo            | Santa Cruz (Maceió)                | 9         |
| 1943      | Não houve          | Não houve                          | Não houve |
| 1944      | Caio Mario         | CSA (Maceió)                       | 12        |
| 1945      | Zé Maria           | CSA (Maceió)                       | 17        |
| 1946      | Zé Maria           | CSA (Maceió)                       | 12        |
| 1947      | Laxinha            | CRB (Maceió)                       | 11        |
| 1947      | Zé Maria           | CSA (Maceió)                       | 11        |
| 1948      | Zé Cicero          | CRB (Maceió)                       | 6         |
| 1949      | Zé Cicero          | CRB (Maceió)                       | 9         |
| 1950      | Zé Maria           | CSA (Maceió)                       | 12        |
| 1951      | Louro              | Auto Esporte (Maceió)              | 12        |
| 1951      | Wilson             | Alexandria (Maceió)                | 12        |
| 1952      | Dida               | CSA (Maceió)                       | 9         |
| 1953      | King               | CSA (Maceió)                       | 12        |
| 1954      | Catenga            | Alagoas (Maceió)                   | 7         |
| 1954      | Piolho             | CSA (Maceió)                       | 7         |
| 1955      | Ítalo              | CSA (Maceió)                       | 17        |
| 1956      | Barra              | CSA (Maceió)                       | 9         |
| 1957      | Moacir             | Ferroviário (Maceió)               | 7         |
| 1958      | Santos             | CSA (Maceió)                       | 7         |
| 1959      | Corino             | Capelense (Capela)                 | 8         |
| 1960      | Corino             | Capelense (Capela)                 | 5         |
| 1960      | Geofonso           | Capelense (Capela)                 | 5         |
| 1960      | Clóvis             | CSA (Maceió)                       | 5         |
| 1961      | Geofonso           | Capelense (Capela)                 | 11        |
| 1962      | Corino             | Capelense (Capela)                 | 14        |
| 1963      | Canhoto            | CRB (Maceió)                       | 23        |
| 1964      | Canhoto            | CRB (Maceió)                       | 24        |
| 1965      | Arcanjo            | CSA (Maceió)                       | 15        |
| 1966      | Xavier             | Penedense (Penedo)                 | 19        |
| 1967      | Tonho Lima         | CSA (Maceió)                       | 12        |
| 1968      | Silva              | CRB (Maceió)                       | 11        |
| 1969      | Erb                | CRB (Maceió)                       | 7         |
| 1969      | Giraldo            | CSA (Maceió)                       | 7         |
| 1970      | Canavieiro         | CRB (Maceió)                       | 14        |
| 1971      | China              | São Domingos (Maceió)              | 14        |
| 1972      | Silva              | CRB (Maceió)                       | 21        |
| 1973      | Giraldo            | CSA (Maceió)                       | 12        |
| 1974      | Misso              | CSA (Maceió)                       | 20        |
| 1975      | Hélio              | CSA (Maceió)                       | 17        |
| 1976      | Joãozinho Paulista | CRB (Maceió)                       | 21        |
| 1977      | Silva              | CRB (Maceió)                       | 17        |
| 1978      | Jorge da Sorte     | CRB (Maceió)                       | 18        |
| 1979      | Gilmar             | CSA (Maceió)                       | 26        |
| 1980      | Freitas            | ASA (Arapiraca)                    | 22        |
| 1981      | Zé Carlos          | ASA (Arapiraca)                    | 20        |
| 1982      | Joãozinho Paulista | CRB (Maceió)                       | 23        |
| 1983      | Freitas            | ASA (Arapiraca)                    | 28        |
| 1984      | Joãozinho Paulista | CRB (Maceió)                       | 34        |
| 1985      | Idalmir            | CRB (Maceió)                       | 16        |
| 1986      | Ilo                | CRB (Maceió)                       | 10        |
| 1987      | Berinho            | ASA (Arapiraca)                    | 15        |
| 1988      | Ivanildo           | CSE (Palmeira dos Índios)          | 18        |
| 1989      | Orlando            | Capelense (Capela)                 | 24        |
| 1990      | Dentinho           | Comercial (Viçosa)                 | 18        |
| 1991      | Rinaldo            | CSA (Maceió)                       | 19        |
| 1992      | Gerônimo           | CRB (Maceió)                       | 19        |
| 1993      | Cacau              | Capela (Capela)                    | 16        |
| 1994      | Catanha            | CSA (Maceió)                       | 31        |
| 1995      | Inha               | CRB (Maceió)                       | 37        |
| 1996      | Gilson             | CSA (Maceió)                       | 20        |
| 1997      | Marcelo Fumaça     | Zumbi (União dos Palmares)         | 14        |
| 1998      | Mimi               | CSA (Maceió)                       | 23        |
| 1999      | Valmir             | Miguelense (São Miguel dos Campos) | 13        |
| 2000      | Serginho           | ASA (Arapiraca)                    | 14        |
| 2001      | Marcos             | Penedense (Penedo)                 | 10        |
| 2002      | Silvio             | CRB (Maceió)                       | 12        |
| 2002      | Rogério            | Murici (Murici)                    | 12        |
| 2003      | Moisés             | ASA (Arapiraca)                    | 13        |
| 2004      | Luciano Rosa       | Corinthians (Maceió)               | 10        |
| 2004      | Da Silva           | Coruripe (Coruripe)                | 10        |
| 2005      | Tico Mineiro       | Corinthians (Maceió)               | 15        |
| 2006      | Edson Di           | Coruripe (Coruripe)                | 14        |
| 2007      | Léo Macaé          | Corinthians (Maceió)               | 15        |
| 2007      | Reinaldo Alagoano  | Corinthians (Maceió)               | 15        |
| 2008      | Júnior Amorim      | CRB (Maceió)                       | 14        |
| 2009      | Calmon             | CRB (Maceió)                       | 12        |
| 2010      | Wellington         | CRB (Maceió)                       | 14        |
| 2011      | Paulinho Marília   | Coruripe (Coruripe)                | 15        |
| 2012      | Lúcio Maranhão     | ASA (Arapiraca)                    | 22        |
| 2013      | Everaldo           | CSA (Maceió)                       | 13        |
| 2014      | Lima               | ASA (Arapiraca)                    | 13        |
| 2015      | Daniel Cruz        | Santa Rita (Boca da Mata)          | 11        |
| 2016      | Katê               | Murici (Murici)                    | 9         |
| 2017      | Everton Heleno     | CSA (Maceió)                       | 11        |
| 2018      | Neto Baiano        | CRB (Maceió)                       | 9         |
| 2019      | Alexandre          | Jacyobá (Pão de Açúcar)            | 7         |
| 2020      | Rodrigo Pimpão     | CSA (Maceió)                       | 5         |
| 2021      | Bruno Mota         | CSA (Maceió)                       | 9         |
| 2022      | Rodrigo Rodrigues  | CSA (Maceió)                       | 8         |
| 2023      | Renato             | CRB (Maceió)                       | 6         |
| 2024      | Anselmo Ramon      | CRB (Maceió)                       | 7         |
| 2025      | Tiago Marques      | CSA (Maceió)                       | 5         |